# Beurre blanc

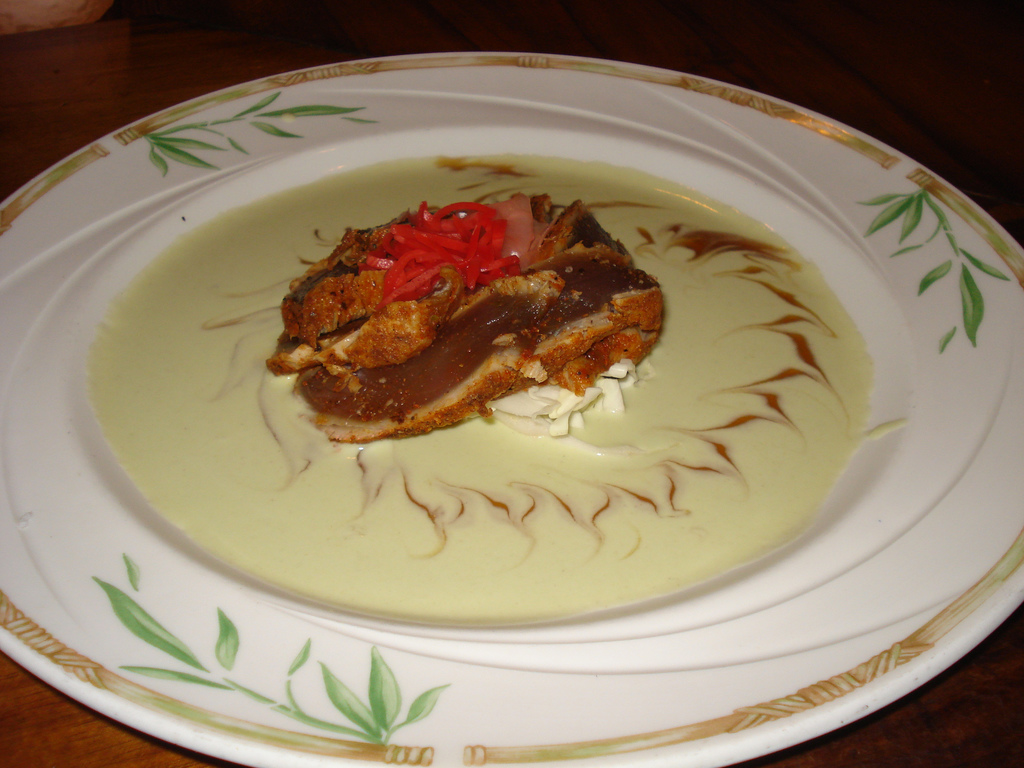
Atum albacora grelhado em molho beurre blanc aromatizado com chocolate e wasabi

Beurre blanc ("manteiga branca" em francês) é um molho quente de manteiga emulsificada feito com uma redução de vinagre e/ou vinho branco (normalmente Muscadet) e chalotas nas quais a manteiga inteira amolecida é retirada do fogo para evitar a separação. A pequena quantidade de emulsificantes naturalmente encontrados na manteiga é usada para formar uma emulsão de óleo em água. Embora semelhante ao holandês em conceito, não é considerado um molho clássico nem composto.  Este molho é originário da culinária do Vale do Loire.

## Origem
O chef Clémence Lefeuvre (nascida Clémence Prau) inventou o beurre blanc, aparentemente por acidente, por volta do início do século XX. Ela serviu este molho em seu restaurante "La Buvette de la Marine", no vilarejo de Saint-Julien-de-Concelles, às margens do rio Loire, a poucos quilômetros rio acima de Nantes. 
Diz a lenda que ela pretendia preparar um molho béarnaise para acompanhar o lúcio, mas se esqueceu de adicionar o estragão e as gemas. Algumas fontes afirmam que esta invenção ocorreu enquanto ela trabalhava como cozinheira para o Marquês de Goulaine no Château de Goulaine.  Aristide Briand, antigo primeiro-ministro da França e ganhador do Prêmio Nobel da Paz, disse após a morte de Lefeuvre em 1932 que "foi um pouco como o luto nacional". 

## Preparação
Um bom beurre blanc é robusto e amanteigado, com um sabor neutro que responde bem a outros temperos e aromas, prestando-se assim à adição de ervas e especiarias. Deve ser leve, mas ainda líquido e espesso o suficiente para se agarrar à comida.
Beurre blanc é preparado reduzindo vinho, vinagre, cebolinha e ervas (se usadas) até ficar quase seco. Embora não seja necessário, o creme pode ser adicionado neste ponto como estabilizador do molho. O suco de limão às vezes é usado no lugar do vinagre, e o caldo também pode ser adicionado.  Cubos frios de manteiga de uma polegada são gradualmente incorporados ao molho à medida que a manteiga derrete e a mistura é batida.
O molho pode se separar por superaquecimento ou resfriamento. Se aquecer além de 58 °C (136 °F), algumas proteínas emulsificantes começam a se decompor e liberar a gordura que retêm em uma emulsão. A gordura da manteiga solidificará se o molho esfriar abaixo de 27 °C (81 °F) . 